# Good Morning Britain (programma televisivo 1983)
Good Morning Britain è un programma televisivo britannico di TV-am (ITV), trasmesso nei giorni feriali dal febbraio 1983 fino alla fine del franchise il 31 dicembre 1992. Ha avuto molti presentatori diversi durante la sua esistenza, ma l'abbinamento più duraturo è stato Anne Diamond e Nick Owen.
Dopo i primi mesi difficili, che hanno quasi portato alla chiusura del canale, Good Morning Britain è diventato un successo. Secondo un presentatore Mike Morris, la trasmissione ha stimato di aver intervistato oltre 30.000 ospiti sul divano durante la sua messa in onda.
Gli edifici degli studi di Hawley Crescent sarebbero stati successivamente acquisiti da ViacomCBS e alla fine utilizzati come uffici di ViacomCBS Networks International.
Si ritiene che l'archivio dei programmi di TV-am, compreso Good Morning Britain, sia quasi completamente intatto.
Good Morning Britain poi, viene ripristinato nel 2014, come programma mattutino di ITV dove è attualmente in onda.

## Panoramica
Good Morning Britain aveva un misto di notizie e attualità, meteo, cartoni animati, musica e molti ospiti popolari dell'epoca. Presentava anche una popolare sezione di esercizi, ospitata nei primi giorni da Michael Van Straten e Jackie Genova, e poi dalla famosa "Mad Lizzie" Webb. Le notizie erano fornite internamente da TV-am, ma in seguito alla perdita della licenza la fornitura di notizie è stata appaltata a Sky News.
Al suo apice, il programma prevedeva grandi trasmissioni esterne durante l'inverno europeo/l'estate australiana da Bondi Beach in Australia, ribattezzando lo spettacolo G'Day Britain.
Altri presentatori dello spettacolo includevano Chris Tarrant, Anneka Rice, Richard Keys, Kathy Tayler, Lorraine Kelly, Jayne Irving, la star di Dynasty Gordon Thomson.
Inizialmente, David Frost, Anna Ford, Michael Parkinson, Angela Rippon e Robert Kee erano i presentatori e i principali azionisti della stazione, ma il formato originale è stato ben presto abbandonato e tutti i bar Frost hanno lasciato l'emittente.

### Presentatori del programma nei giorni feriali
| Anni                   | Presentatori                                                           |
| ---------------------- | ---------------------------------------------------------------------- |
| febbraio – aprile 1983 | David Frost con Anna Ford                                              |
| aprile 1983            | Nick Owen con Angela Rippon                                            |
| aprile – giugno 1983   | Nick Owen con Lynda Berry                                              |
| giugno 1983 – 1986     | Giorni della settimana: Nick Owen e Anne Diamond o John Stapleton      |
| agosto 1986            | Adrian Brown e Anne Diamond                                            |
| all'inizio del 1987    | Mike Morris e Anne Diamond o Richard Keys e Anneka Rice                |
| 1987–1988              | GMB Newshour (06:00–07:00) con Richard Keys o Mike Morris              |
| 1987–1988              | GMB Main Show con Richard Keys o Mike Morris e Anne Diamond            |
| 1988                   | The Morning Programme (06:00–07:00) con Richard Keys                   |
| 1988                   | GMB con Mike Morris e Anne Diamond                                     |
| 1988–1989              | The Morning Programme (06:00–07:00) con Richard Keys                   |
| 1988–1989              | GMB con Mike Morris e Lorraine Kelly/Kathy Rochford o Kathryn Holloway |
| 1989                   | The Morning Programme (06:00–07:00) con Richard Keys                   |
| 1989                   | GMB con Mike Morris e Kathy Tayler                                     |
| 1989–1992              | The Morning Programme (06:00–07:00) con Richard Keys                   |
| 1989–1992              | GMB con Mike Morris e Lorraine Kelly                                   |

### Presentatori del programma nei giorni settimanali
| Anni                      | Presentatori                         |
| ------------------------- | ------------------------------------ |
| 1983-1984                 | Michael Parkinson con Mary Parkinson |
| giugno 1983 – giugno 1985 | Toni Arthur e Henry Kelly            |
| giugno 1985 – 1987        | Mike Morris o Richard Keys           |
| 1987–1989                 | Geoff Clark                          |
| 1990                      | Ulrika Jonsson                       |
| 1991–1992                 | Mike Morris e Lorraine Kelly         |